# 13916 Бернолак
13916 Бернола́к (13916 Bernolák) — астероїд головного поясу, відкритий 23 серпня 1982 року.
Тіссеранів параметр щодо Юпітера — 3,456.